# Südamerikaspiele 2018/Squash
Bei den Südamerikaspielen 2018 wurden zwischen dem 2. bis 7. Juni 2018 im Coliseo Polifuncional Evo Morales sieben Wettbewerbe in der bolivianischen Stadt Cochabamba im Squash ausgetragen. Dazu zählten je eine Einzel-, Doppel- und Mannschaftskonkurrenz bei den Herren und Damen sowie ein Mixed-Doppel.
Insgesamt zehn Nationen traten bei den Wettbewerben an, von denen sechs mindestens eine Medaille gewannen. Erfolgreichste Nation war Kolumbien mit unter anderem vier Goldmedaillen, gefolgt von Peru, dessen Sportler die übrigen drei Wettbewerbe gewannen. Erfolgreichste Sportler waren Diego Elías bei den Herren und Catalina Peláez bei den Damen, die sich jeweils drei Goldmedaillen sicherten.

## Einzel

### Herren
| Platz | Land                  | Spieler                             |
| ----- | --------------------- | ----------------------------------- |
| 1     | Peru                  | Diego Elías                         |
| 2     | Kolumbien             | Juan Vargas                         |
| 3     | Argentinien Kolumbien | Robertino Pezzota Juan Felipe Tovar |

### Damen
| Platz | Land               | Spielerin                  |
| ----- | ------------------ | -------------------------- |
| 1     | Kolumbien          | Catalina Peláez            |
| 2     | Kolumbien          | Laura Tovar                |
| 3     | Kolumbien Paraguay | María Tovar Luján Palacios |

## Doppel

### Herren
| Platz | Land                  | Spieler                                                                           |
| ----- | --------------------- | --------------------------------------------------------------------------------- |
| 1     | Peru                  | Diego Elías Alonso Escudero                                                       |
| 2     | Paraguay              | Nicolás Caballero Esteban Casarino                                                |
| 3     | Kolumbien Argentinien | Juan Vargas Ronald Palomino 1 Edgar Ramírez 1 Francesco Obregón Robertino Pezzota |

 1 Palomino wurde im Halbfinale verletzungsbedingt durch Ramírez ersetzt.

### Damen
| Platz | Land          | Spielerinnen                                        |
| ----- | ------------- | --------------------------------------------------- |
| 1     | Kolumbien     | Laura Tovar María Tovar                             |
| 2     | Argentinien   | Pilar Etchechoury Camila Grasso                     |
| 3     | Ecuador Chile | Andrea Soria María Moya Anita Pinto Giselle Delgado |

### Mixed
| Platz | Land          | Spieler                                                         |
| ----- | ------------- | --------------------------------------------------------------- |
| 1     | Kolumbien     | Catalina Peláez Ronald Palomino                                 |
| 2     | Argentinien   | Antonella Falcione Federico Cioffi                              |
| 3     | Chile Ecuador | Sandra Pinto Maximiliano Camiruaga María Buenaño David Costales |

## Mannschaft

### Herren
| Platz | Land            | Spieler |
| ----- | --------------- | --- |
| 1     | Peru            | Diego Elías Andrés Duany Alonso Escudero Rafael Gálvez                                                        |
| 2     | Argentinien     | Robertino Pezzota Leandro Romiglio Francesco Obregón Federico Cioffi                                          |
| 3     | Kolumbien Chile | Juan Vargas Edgar Ramírez Juan Felipe Tovar Ronald Palomino Jaime Pinto Rafael Allendes Maximiliano Camiruaga |

### Damen
| Platz | Land          | Spielerinnen                                                                   |
| ----- | ------------- | ------------------------------------------------------------------------------ |
| 1     | Kolumbien     | Catalina Peláez Lucía Bautista Laura Tovar María Tovar                         |
| 2     | Argentinien   | Camila Grasso Antonella Falcione Lorena Pascuzzi Pilar Etchechoury             |
| 3     | Ecuador Chile | María Moya María Buenaño Andrea Soria Anita Pinto Giselle Delgado Sandra Pinto |

## Medaillenspiegel
| Platz  | Land        | Gold | Silber | Bronze | Gesamt |
| ------ | ----------- | ---- | ------ | ------ | ------ |
| 01     | Kolumbien   | 4    | 2      | 4      | 10     |
| 02     | Peru        | 3    | —      | —      | 3      |
| 03     | Argentinien | —    | 4      | 2      | 6      |
| 04     | Paraguay    | —    | 1      | 1      | 2      |
| 05     | Chile       | —    | —      | 4      | 4      |
| 06     | Ecuador     | —    | —      | 3      | 3      |
| Gesamt | Gesamt      | 7    | 7      | 14     | 28     |